# Tra il letto e l'orologio
Tra il letto e l'orologio è un autoritratto del 1940-1943 di Edvard Munch ed è una delle sue ultime opere importanti. Si descrive come un uomo anziano e infelice. Dietro di lui c'è una stanza piena di luce e dipinti del passato, ma in quest'opera si è raffigurato tra un orologio e un letto, a simboleggiare l'inevitabile passare del tempo e dove alla fine si sdraierà per l'ultima volta.
Scrive Melania Mazzucco: